# Неотразимая Марта
Неотразимая Марта (нем. Bella Martha) — мелодрама немецкого режиссера Сандры Неттельбек.

## Сюжет
Марта Кляйн — успешный шеф-повар французского ресторана в Гамбурге. Её жизнь — сплошная работа без развлечений и личной жизни. Всё меняется после трагической гибели её сестры в автокатастрофе. Марта вынуждена взять под свою опеку восьмилетнюю племянницу Лину, поскольку об отце девочки известно только, что живёт он где-то в Италии. К тому же хозяйка ресторана Фрида нанимает ещё одного повара — Марио. Появление второго повара беспокоит молодую женщину, потому что она несколько лет настоятельно собирала команду, разрабатывала меню, а теперь ещё и заботы о Лине отнимает много времени.
После неудачного подбора няни Марта берет Лину на работу. Девочка всё время находится в депрессии после смерти мамы. Марио находит подход к девочке. Она оживает, у неё появляется аппетит. Марта налаживает отношения с конкурентом, а позже и вовсе влюбляется в него. Через некоторое время появляется отец девочки, который забирает её к себе. Но получив поддержку любимого мужчины Марта, уволившись с работы, возвращает Лину. Женщина вступает в брак с Марио, и они ждут ребенка.